# إد دوغرتي
إد دوغرتي (بالإنجليزية: Ed Dougherty)‏ هو لاعب غولف أمريكي، ولد في 4 نوفمبر 1947 في تشيستر في الولايات المتحدة.

## وصلات خارجية
- إد دوغرتي على موقع رابطة لاعبي الغولف المحترفين (الإنجليزية)
- إد دوغرتي على موقع التصنيف العالمي الرسمي للغولف (الإنجليزية)